# Museo Diocesano y Comarcal de Solsona
El Museo Diocesano i Comarcal de Solsona es un museo de arte y arqueología que se encuentra en Solsona (Lérida, España). Figura inscrito en el Registro de Museos de Cataluña con el número 20 . Es considerado uno de los principales museos de arte medieval en Cataluña.

El Museo Diocesano y Comarcal de Solsona tiene su origen el año 1896 , cuando el obispo Ramon Riu i Cabanes, impulsado por su deseo de salvaguarda y difusión del patrimonio del obispado, inauguró el Musaeum Archaeologicum Dioecesanum de Solsona, convirtiéndose así en uno de los primeros museos diocesanos de Cataluña.
Su deseo era también que retornaran a la diócesis las obras que el obispo Josep Morgades se había llevado al Museo Episcopal de Vic (inaugurado en 1891). No lo consiguió, pero sí hizo que el Museo fuese fundamental para la conservación de muchas obras de arte de las iglesias del obispado.
Fue entonces un Museo puntero que, como el Museo Episcopal de Vic, empezó una importante misión de recogida y conservación de objetos de arte sacro y uso litúrgico. En un primer momento, se instaló en el edificio del antiguo seminario (edificio del Hospital Llobera, actual sede del Consejo Comarcal del Solsonès), junto con una aula de arqueología sagrada cristiana, bajo la dirección de los Drs. Marià Grandia y Jaume Viladrich.
El 1898, el obispo Riu adquirió en subasta pública una colección de objetos de sal y obras de arte procedentes del Museo de la Sal de Cardona, propiedad de Mn. Riba y Fígols, que pasaron al Museo de Solsona.
Mn. Joan Serra i Vilaró dio el impulso definitivo a esta institución cuando fue nombrado director por el obispo Lluís Amigó el 1909. Entonces creó la sección de prehistoria del Museo, que abarcó miles de objetos procedentes de excavaciones arqueológicas que él mismo ejecutó por todo el Obispado. Fue un trabajo ingente que dio al Museo Diocesano de Solsona una personalidad propia y sin igual. Este crecimiento provocó el traslado del Museo hacia los sobreclaustros de la catedral. Cuando Mn. Serra i Vilaró fue llamado a Tarragona el año 1925, Mn. Santamaria asumió la dirección del Museo hasta la guerra, en 1936.

Durante la guerra civil, el comité revolucionario de Solsona presidido por Francesc Viadiu, se hizo cargo del Museo y nombró Manuel Boixader como director. El comité intervino directamente en la salvación del Museo y de muchos bienes de las parroquias que fueron trasladados y ocuparon las salas del primer piso del palacio episcopal. En la última parte del enfrentamiento bélico, una buena parte del fondo del Museo pasó a Ginebra por orden del gobierno de la República. 
Una nueva etapa del Museo dio comienzo el 1939 cuando el Dr. Antoni Llorens asumió la dirección y negoció la recuperación de bienes. También consiguió el traslado de las pinturas de San Quirico de Pedret, de San Vicente de Cardona y de San Pablo de Caserras, que, por el mismo motivo se habían llevado a Barcelona. Paralelamente se incorporaron nuevas obras que aumentaron los fondos y permitieron la inauguración del Museo renovado el 8 de septiembre de 1944, con las salas de exposición en el primer piso del Palacio Episcopal y de los sobreclaustros.
El Dr. Llorenç estuvo al frente del Museo hasta el 1977, cuando asumió la responsabilidad Mn. Antoni Bach i Riu. El paso de los años sin una renovación de las salas y la falta de recursos económicos obligó a cerrar temporalmente el Museo a finales de los años setenta.

Des del 1982 el museo se rige por un patronato del cual forman parte el departamento de cultura de la Generalidad, el obispado de Solsona y el ayuntamiento de Solsona. El 1995 se incorporó al patronato el consejo comarcal del Solsonés. 
El patronato posibilitó la remodelación global del Museo, que se llevó a cabo en dos fases.
1.     La primera comprendió la recepción, las salas de actos y exposiciones temporales, aparte de las de prehistoria, Antigüedad y Edad Media (románico). Esta fase fue inaugurada el 26 de noviembre de 1983, con el nombre de Museo Diocesano y Comarcal de Solsona, siendo su director Mn. Joaquim Calderer, y su director técnico Josep Maria Trullén i Thomas.
2.     La segunda fase abarcó las salas de Edad Media (gótico) y edades moderna y contemporánea, junto con las reservas, la biblioteca y el taller de restauración. Fue inaugurada el 25 de noviembre de 1989, con unas instalaciones que hoy permiten la exhibición óptima de las colecciones del Museo.
Paralelamente se realizaron y publicaron los catálogos científicos de sus fondos. 

Con la reforma del Museo, éste recibió en depósito la Colección Etnográfica del Solsonés, propiedad del ayuntamiento de Solsona. Los fondos de esta colección, formada por más de 2500 objetos de carácter etnográfico, constituyen la sección de etnografía del Museo Diocesano y Comarcal de Solsona.

## Colecciones
El itinerario de visita sigue un orden cronológico. Empieza por las salas dedicadas a la prehistoria /protohistoria, y al mundo antiguo. Y sigue con las salas de arte románico, gótico, renacentista y barroco. Durante el itinerario se pueden ver también algunos espacios y dependencias de la catedral y de la antigua canónica. 

Prehistoria y Protohistoria

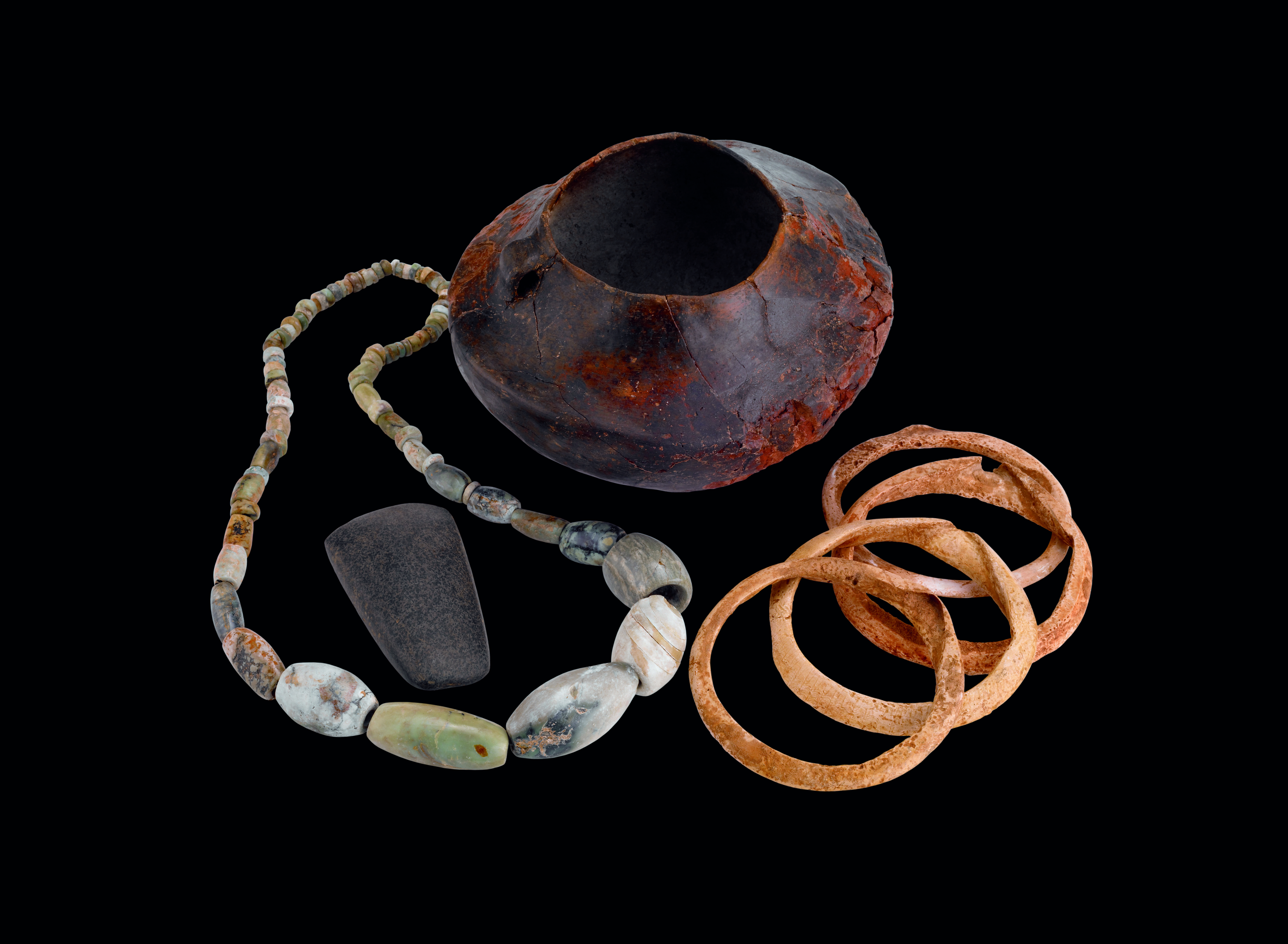
Muestra de objetos del neolítico medio.

El Museo de Solsona guarda uno de los fondos de arqueología más importantes del país.
Las colecciones de prehistoria y protohistoria del Museo provienen de las excavaciones realizadas a principios del siglo XX por su director en ese momento, Mn. Joan Serra i Vilaró. Los objetos de prehistoria comprenden los períodos del neolítico, el calcolítico y la Edad del Bronce, hasta la Edad del Hierro, y provienen mayoritariamente de cistas funerarias. 

Los materiales del período protohistórico son fruto de las excavaciones realizadas en los poblados ibéricos e iberorromanos de Anseresa y Castellvell (Olius, Solsonès) y San Miguel de Sorba (Montmajor, Bergadá).

Prerrománico

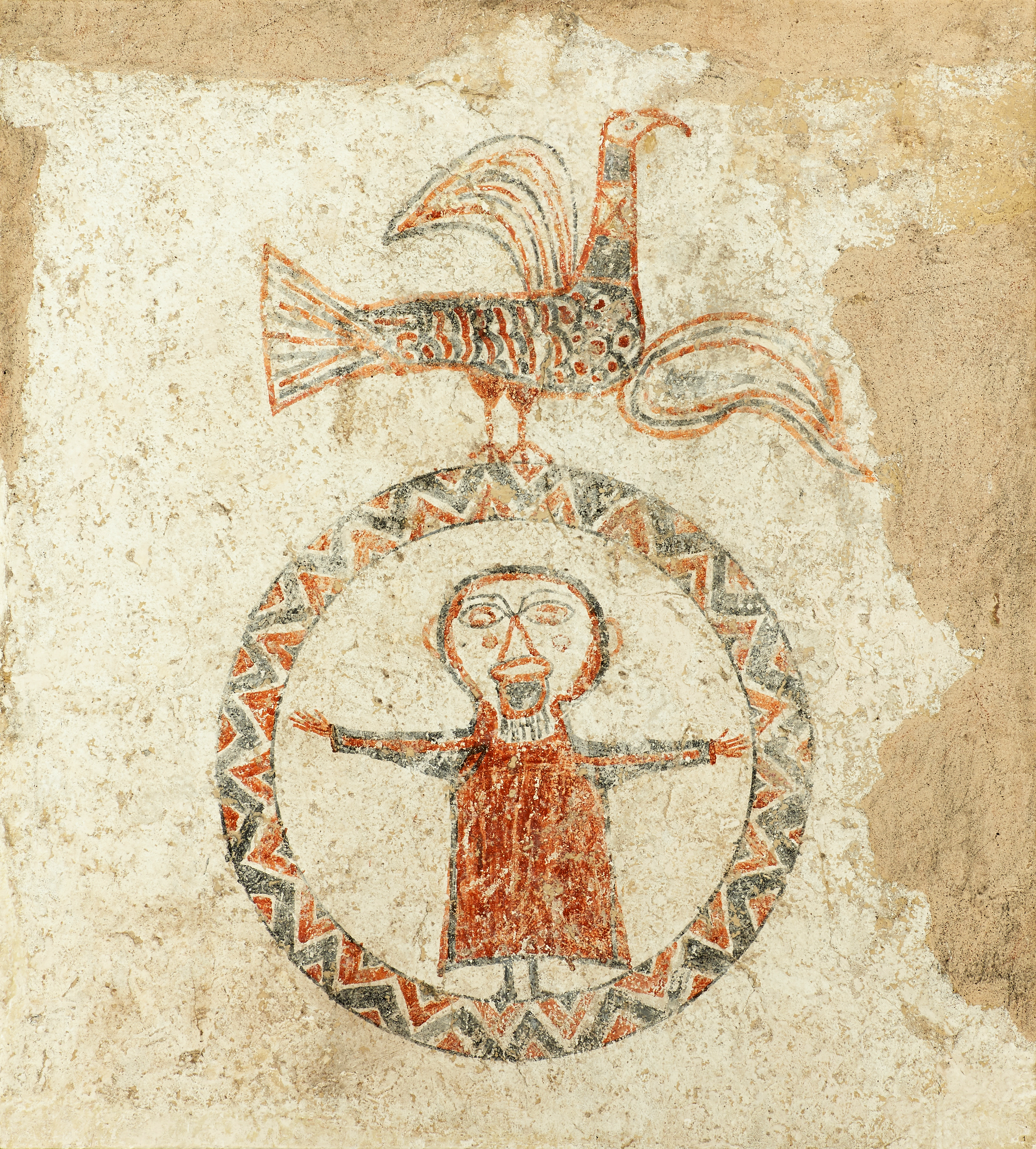
MDCS 1 - Orant de Pedret

El Museo de Solsona custodia una pequeña muestra de obras realizadas entre los siglos V y X correspondientes al prerrománico. En este período la estética no se define por unos rasgos característicos en concreto, sino por pertenecer a un período histórico previo a la manifestación artística del arte románico.
Las obras más conocidas proceden de la iglesia bergadana de San Quirico de Pedret, dos de las cuales son pinturas murales conocidas como l'Orant y El Cavaller, un importante testimonio de la pintura mural conservada en Cataluña.

Románico
Se trata de la sección más extensa del Museo, y contiene un conjunto de objetos identitarios, tanto del antiguo monasterio de Santa María de Solsona como de las pequeñas iglesias que forman la diócesis. La mayoría de estos elementos proceden de las comarcas de Solsonés y del Bergadá.
Las obras que integran el fondo de arte románico del Museo responden, mayoritariamente, a una temática religiosa y de uso litúrgico, que nos acerca a comprender la vida y las creencias en la Edad Media en el Solsonés y alrededores. Gran parte de los objetos conservados son elementos estructurales que nos permiten aproximarnos a las construcciones arquitectónicas que comprendía la antigua canónica de Santa María de Solsona, así como a las iglesias de la actual diócesis. Un conjunto importante de estos objetos, muchos de los cuales fragmentarios, es un claro testimonio del magnífico claustro románico de Santa María, destruido a medios del siglo XVIII para construir el actual. El estilo de todos estos objetos se atribuye al taller del maestro tolosano Gilabert, y es excepcional en la arquitectura del románico catalán.
Entre sus objetos religiosos destacan las lipsanotecas de San Quintín de Montclar y la de San Martín de Joval, datada en el siglo XI. Es digno de mención también el cáliz de San Salvador de la Vedella.

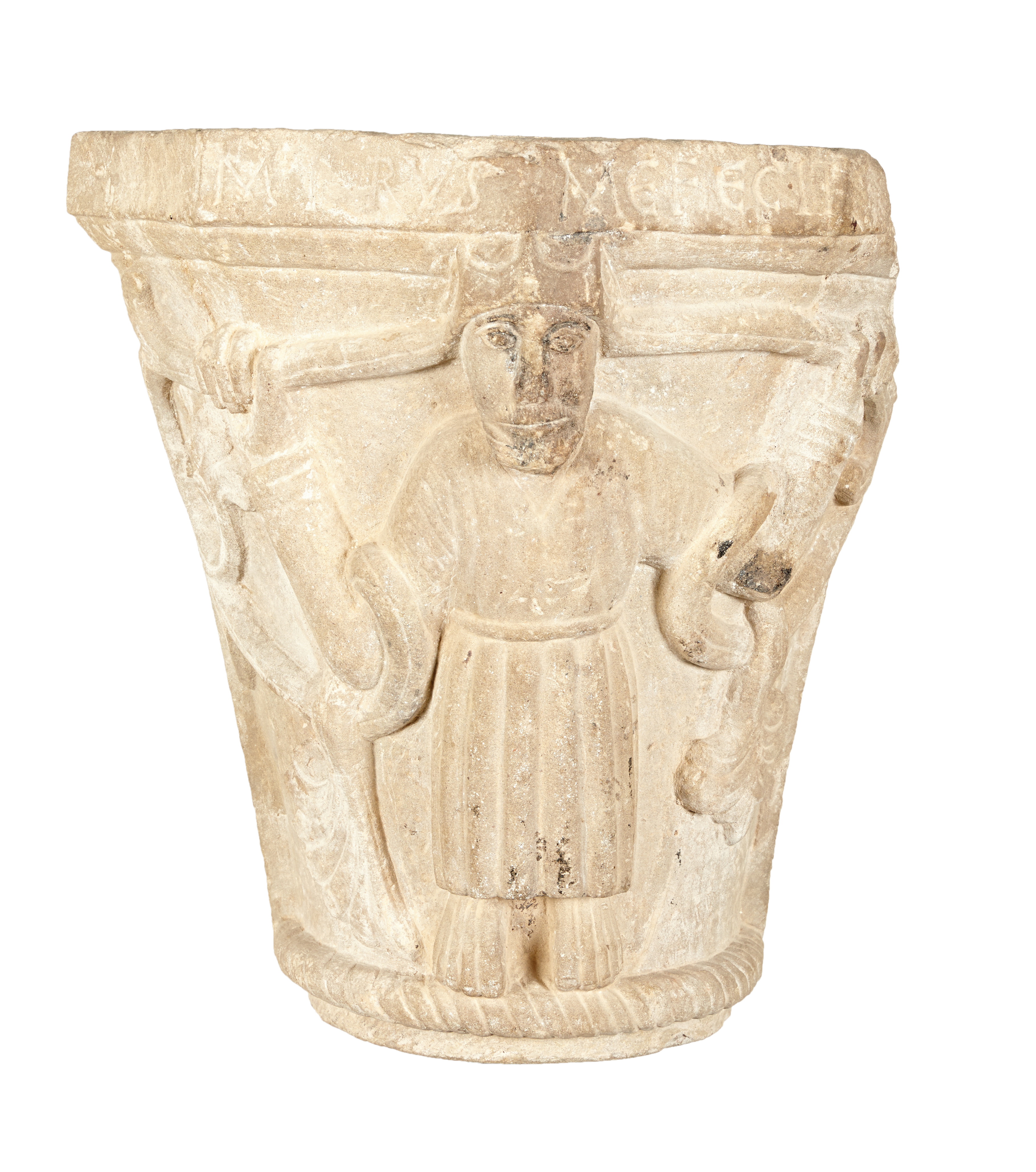
MDCS 157 - Capitel Mirvs me fecit

Tiene esculturas en piedra como una columna historiada y diversos capiteles del claustro de la catedral románica de Solsona. Destaca asimismo un capitel procedente de San Pedro de Madrona con la inscripción "Mirvs me fecit".
En lo relativo a escultura en madera, las tallas representan vírgenes policromadas de los siglos XII y XIII que adoptan el característico modelo de sedes sapientiae.

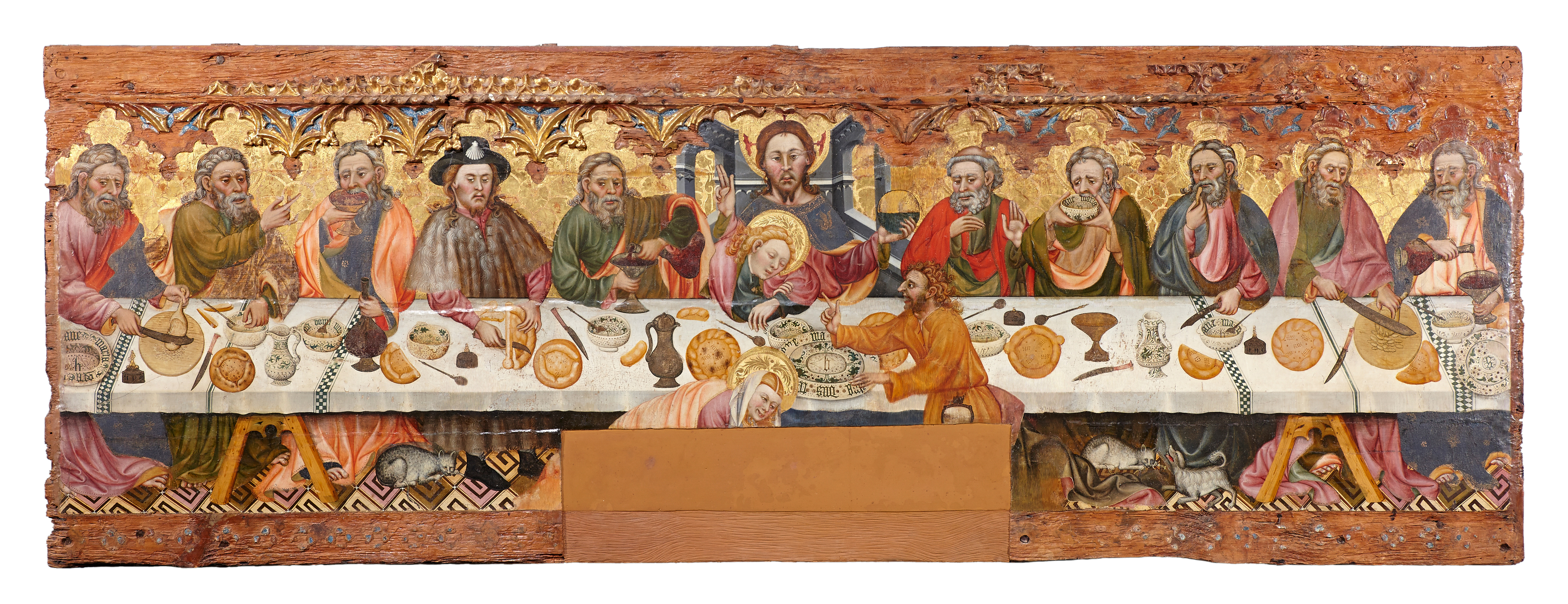
MDCS 16 - Santa Cena

En referencia a la pintura mural, destaca sobre todo la procedente de la iglesia bergadana de San Quirico de Pedret, conjunto pictórico del ábside central, el arco central y fragmentos de la parte superior de la nave central, con representaciones del Apocalipsis. Este conjunto se considera uno de los máximos exponentes conservados de pintura mural románica en Cataluña. Destacan también las pinturas murales de la iglesia de San Vicente de Rus, descubiertas en los años ochenta del siglo XX.

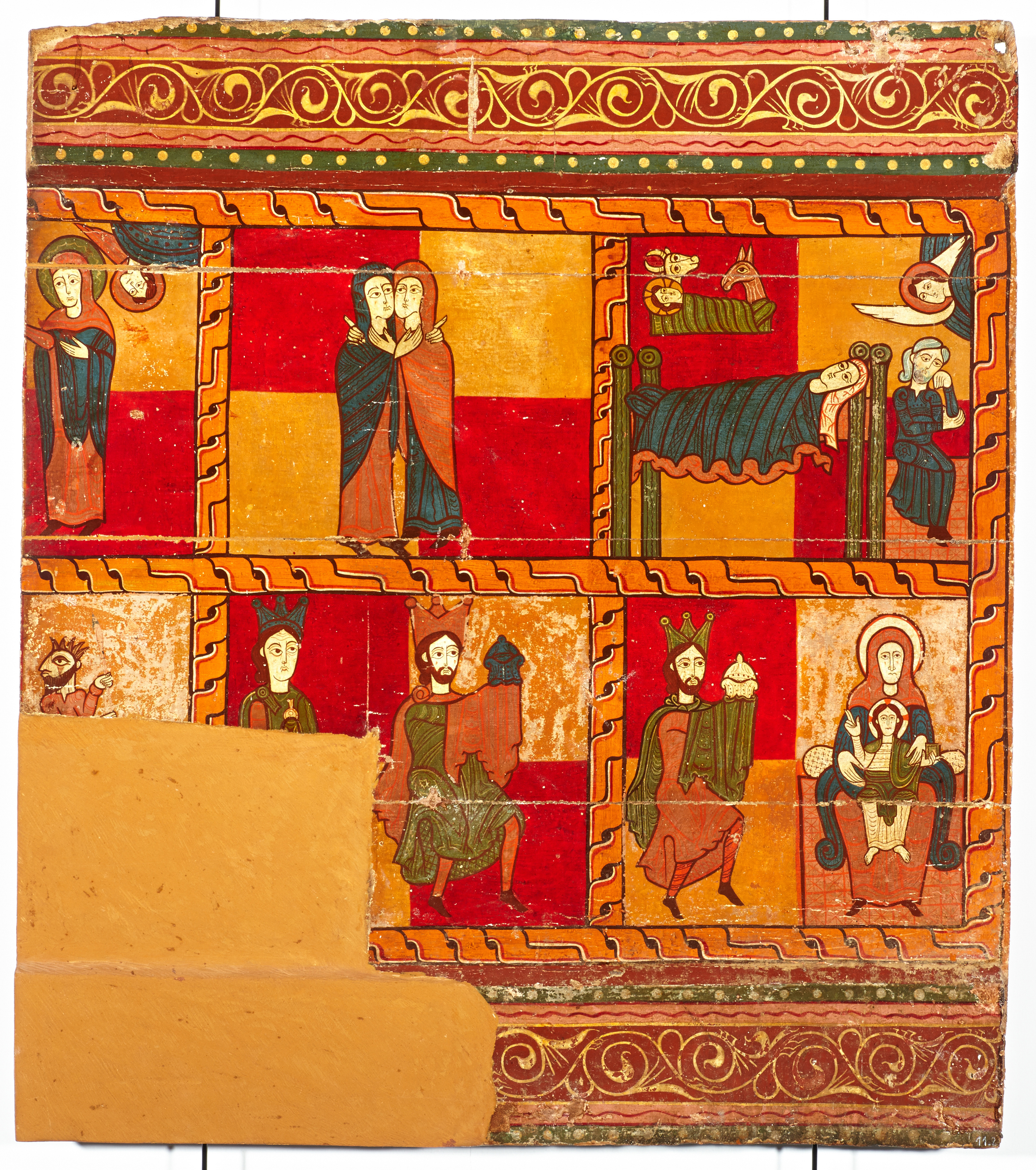
MDCS 11.2 - Sagàs

Como testigos de las pinturas en tabla, se exponen los dos laterales de altar de la iglesia de San Andrés de Sagás (Bergadá). Ambas incluyen en la iconografía los ciclos narrativos de la Encarnación y la Redención. El frontal correspondiente a estos laterales se conserva y expone en el Museo Episcopal de Vic.
Gótico
En las salas de arte gótico encontramos diversas obras de primer orden.

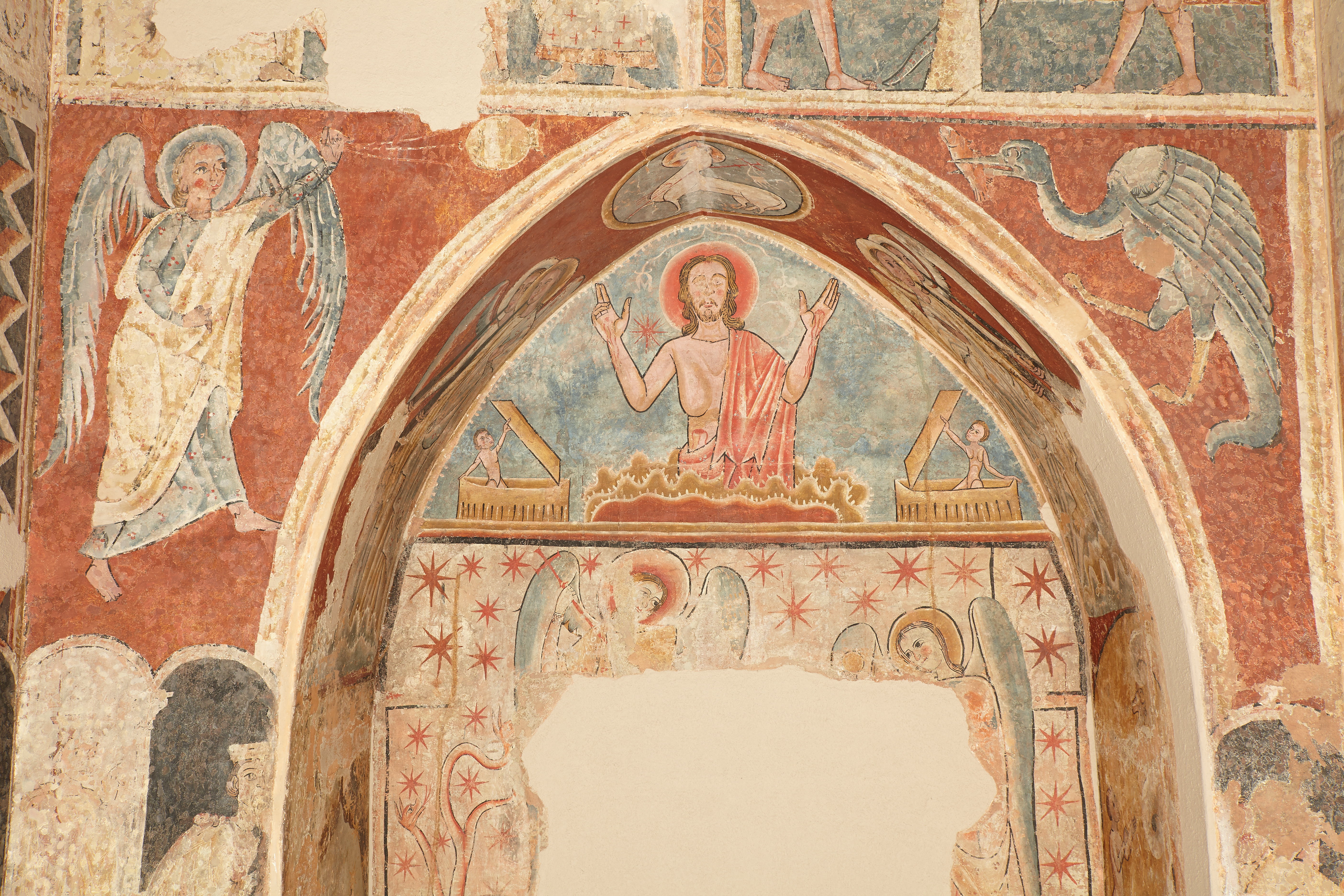
MDCS 4 - San Pablo de Caserras

Por lo que respecta a la pintura mural se presentan dos claros testimonios de este estilo. El primero hace referencia al Juicio Final y proviene del arcosolio funerario del presbiterio de la iglesia de San Pablo de Caserras, atribuido al Maestro de Lluçà. Se sitúa en los inicios del gótico lineal y es uno de los mejores exponentes de pintura mural de estilo 1200 de Cataluña. El segundo ejemplo, ya de finales de este período lineal, corresponde con las pinturas murales que ocupaban la capilla dedicada a San Esteban de la iglesia de San Miguel de Cardona; su representación iconográfica expone un Calvario y escenas centradas en la vida del santo.

En referencia a la pintura sobre tabla resaltan obras de Lluís Borrassà (un Calvario), Pere Vall, Pere Serra o Joan de Rua, destacando una tabla con la representación iconográfica de la Última Cena atribuida a Jaume Ferrer y procedente de la iglesia de Santa Liña. Por la manera de como se manifiestan los elementos iconográficos que constituyen esta temática, la obra se concibe como uno de los ejemplares más singulares de Cataluña. Otro ejemplar que cabe mencionar es el fragmento del retablo procedente de la iglesia de San Jaime de Frontanya, como uno de los primeros testimonios de retablos situados encima y detrás del altar.

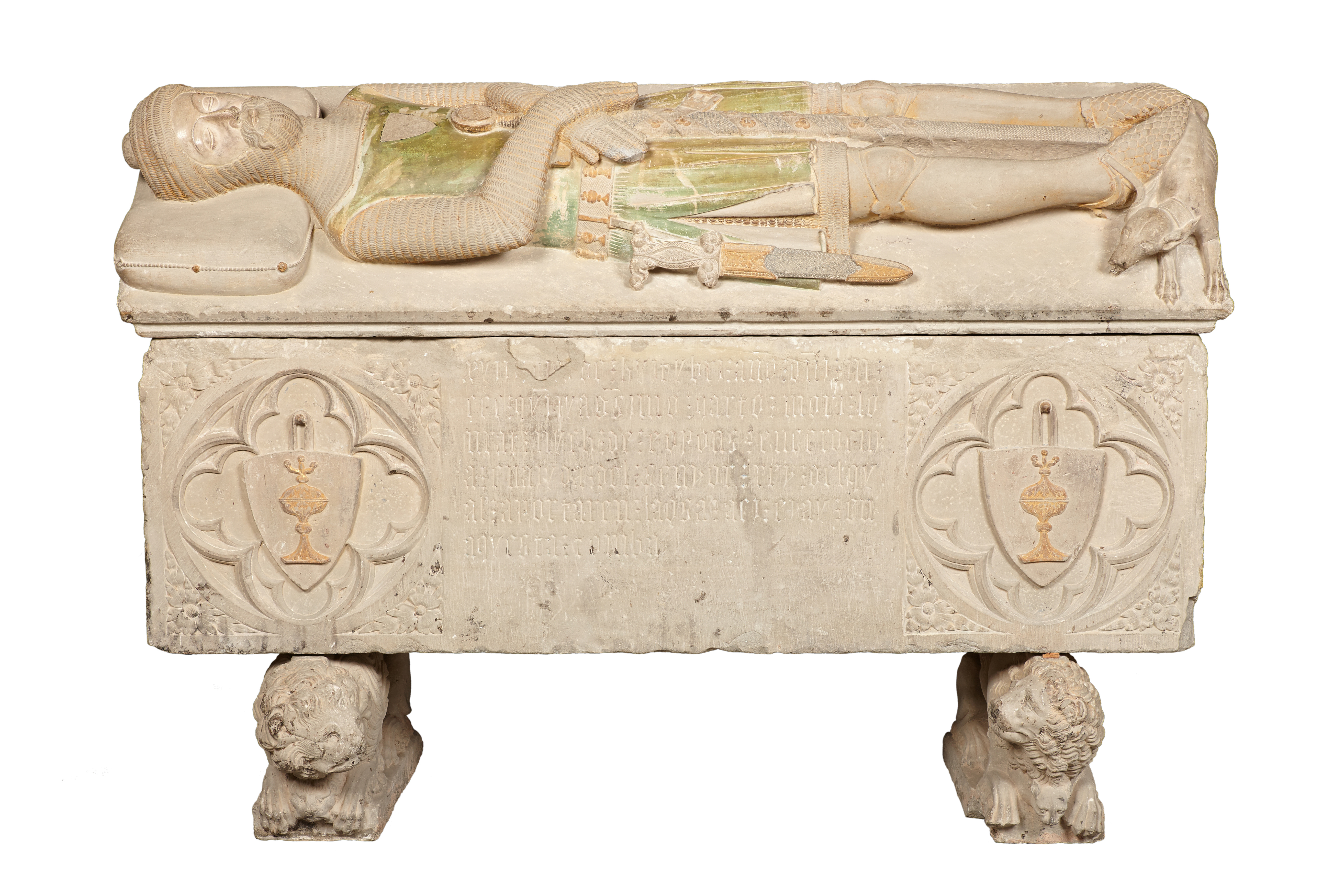
MDCS 131 - Sarcófago de Hug de Copons

En cuanto a la escultura en piedra, gran número de objetos son elementos arquitectónicos procedentes de construcciones solsoninas y de su entorno, como, por ejemplo, basas, fustes de columnas, capiteles, gárgolas, entre otros. Destaca la belleza del sepulcro de Hug de Copons procedente de la iglesia de Sant Julià del Llor y atribuido a Pere Moragues, como también el osario del mercader Bartomeu de Llobera, que murió en 1401.
Entre los objetos de artes suntuarias destaca la imagen de la Virgen de Vori, procedente de la Capilla de Sta. María de Sa Vila, Parroquia de Ceuró, Castellar de la Ribera (el Solsonés) o la lámpara de tipo Arnolfini, muy parecida a la que aparece en el cuadro de Jan Van Eyck El Matrimonio Arnolfini. 
Edad Contemporánea
Destaca la Colección Etnográfica del formada por más de 2500 objetos propiedad del Ayuntamiento de Solsona y depositada en el Museo. Aun así, por temas de espacio y logística, no se encuentra en la exposición permanente, sino en los bajos del Casal de Cultura y Juventud de Solsona. 
Dentro del Museo encontramos una pequeña muestra de obras contemporáneas de las cuales destacan distintas muestras de objetos cerámicos y de vidrio de uso cotidiano. En la última sala se expone una vitrina isabelina con una selección de abanicos bellamente decorados de los siglos XIX y XX. 
Colección de sal

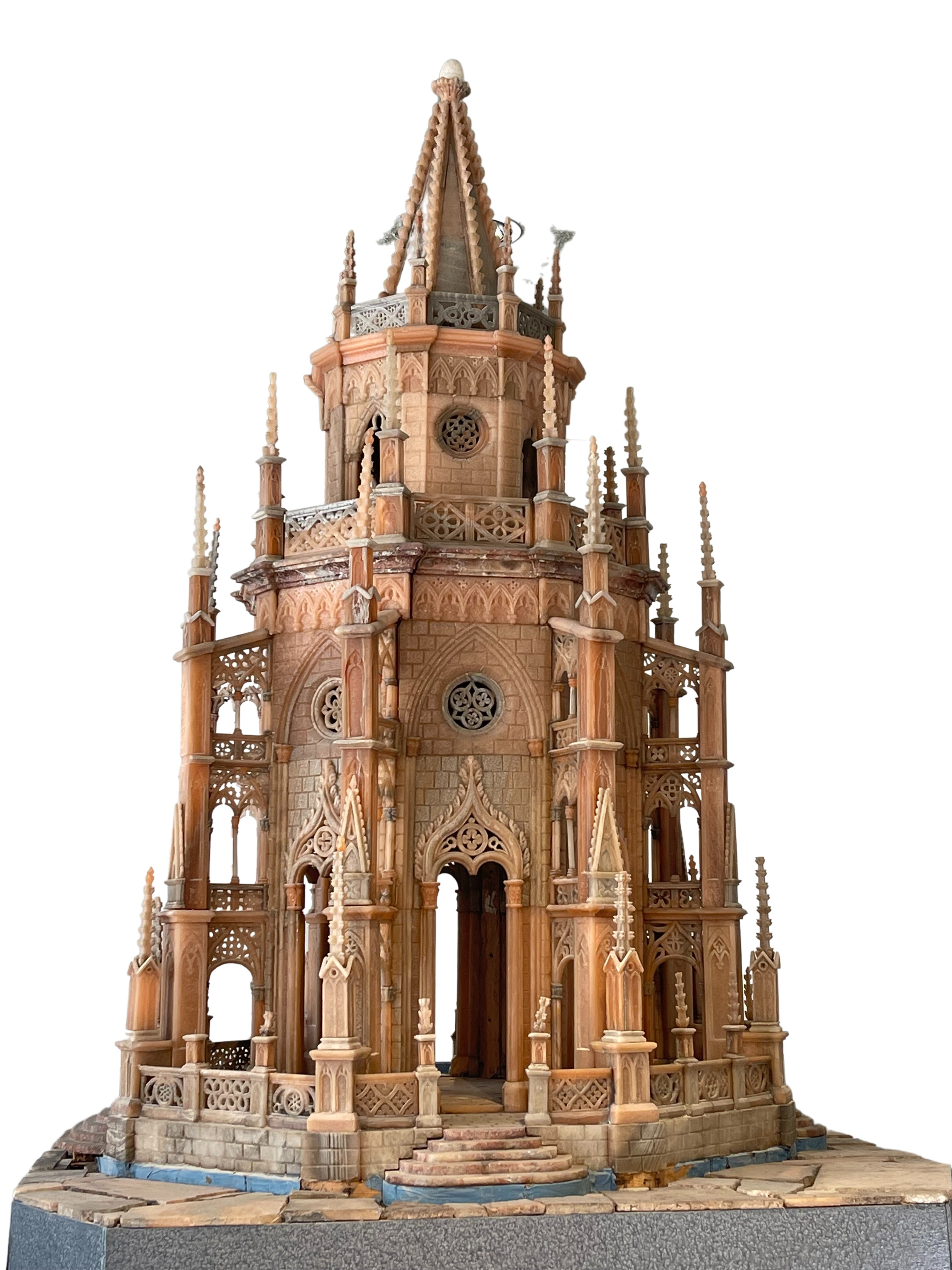
Torre Sal

En la primera sala del Museo se expone una selección de maquetas y esculturas de otros objetos varios que tienen la particularidad de estar hechos exclusivamente con sal gema procedente de las minas de Cardona. Provienen del museo de sal que Mn. Joan Riba creó a mediados del siglo XIX en Cardona y que, tras su muerte, el obispo Riu compró y trasladó a Solsona.